# GB Glace
GB Glace (до 1991 года Glace-Bolaget) — крупнейшая компания по производству мороженого в Швеции. Она была основана в 1942 году, а после того, как в 1973 году стала партнёром, в 1996 году была полностью выкуплена британской компанией Unilever.

## История
В Швеции производство мороженого началось в конце 1920-х годов. Первым производителем мороженого в Стокгольме была компания Choklad-Thule. В Уппсале компания Fyris начала производить мороженое в начале 1930-х годов, но в 1933 году обанкротилась. До 1934 года сеть магазинов Pressbyrån сотрудничала с Choklad-Thule в сфере доставки мороженого. В том же году компания расторгла соглашение и начала производство на старых машинах Fyri. Это стало основой для Alaska Glace в Стокгольме.
Компания Mjölkcentralen (MC) начала производство мороженого в 1934 году, после того как Эрик Вильгельм Ханнер, сын одного из менеджеров Mjölkcentralen, вернулся после изучения производства мороженого в разных странах, в том числе в Дании, Швейцарии и США. Он убедил руководство, что производство мороженого — хороший способ для Mjölkcentralen использовать излишки молочного жира, которые до этого выбрасывались.
Первая фабрика была построена на территории Mjölkcentralen в Стокгольме и введена в эксплуатацию до начала весеннего сезона 1935 года. Стоимость фабрики и всех машин составила 245000 шведских крон. Мороженое MC получило название Puck и впервые было продано в марте 1935 года. В том же году в Мярсте также открылась другая компания, Igloo Glace. Ожесточённая конкуренция в конечном итоге привела к слиянию Igloo и MC.
В конце 1941 года в Стокгольме, в общей сложности, насчитывалось четыре производителя мороженого. В 1942 году фабрики Mjölkcentralen и Choklad-Thule объединились, чтобы купить Alaska Glace. Новая компания получила название Glace-Bolaget (GB). Эрик У. Ханнер (Eric W. Hanner) был избран первым генеральным директором компании и занимал эту должность до ухода на пенсию в 1972 году.
Во время Второй мировой войны большинство ингредиентов для производства мороженого были в дефиците, и Великобритания была вынуждена резко сократить содержание жира и найти замену.

В 1955 году мороженое стало массовым продуктом в Швеции. Компания GB увеличила производство, но была вынуждена импортировать мороженое из Дании, чтобы удовлетворить возросший спрос. Два года спустя, в 1957 году, во Флене была открыта крупнейшая в Скандинавии фабрика по производству мороженого.

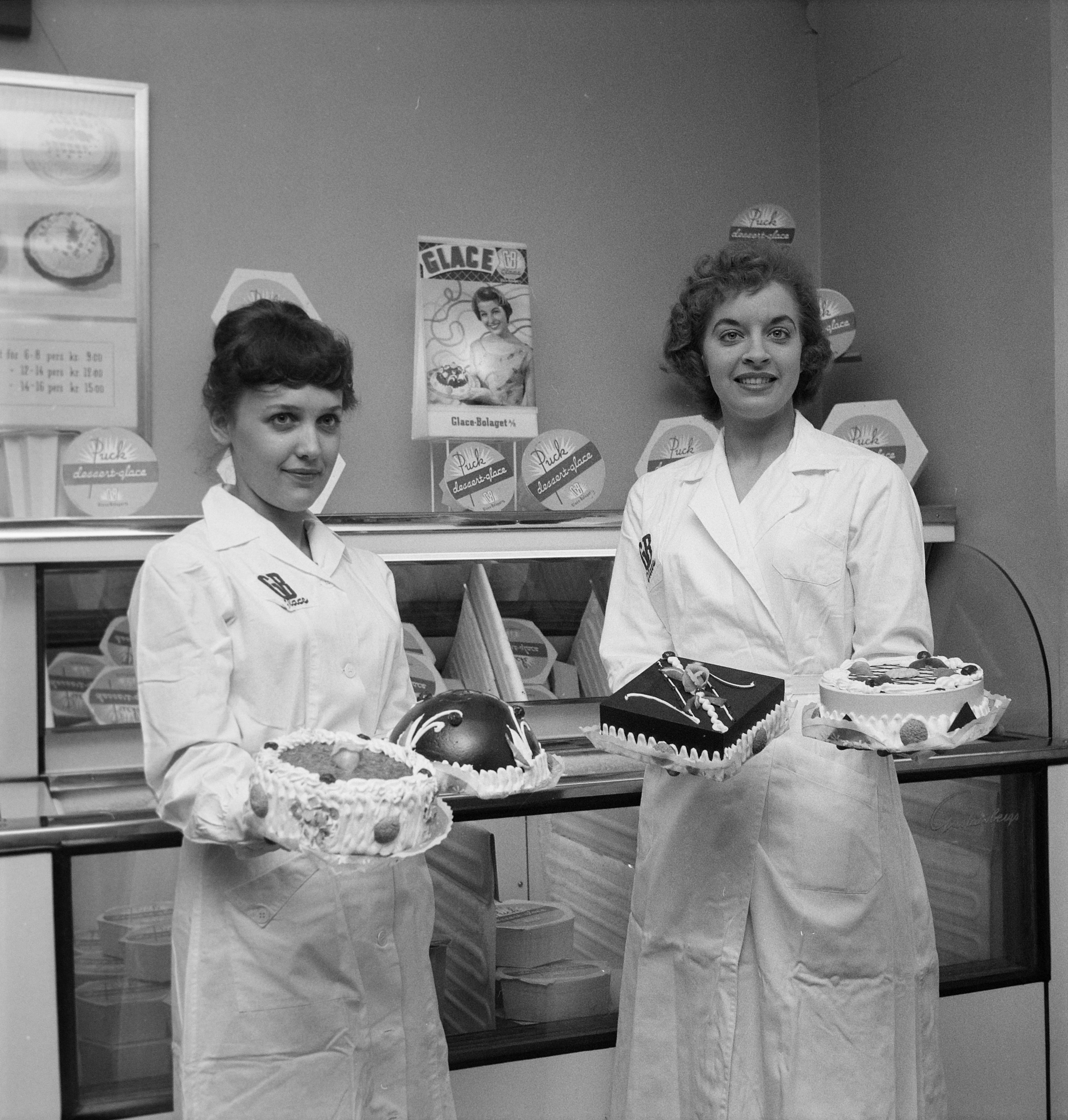
Торты-мороженые
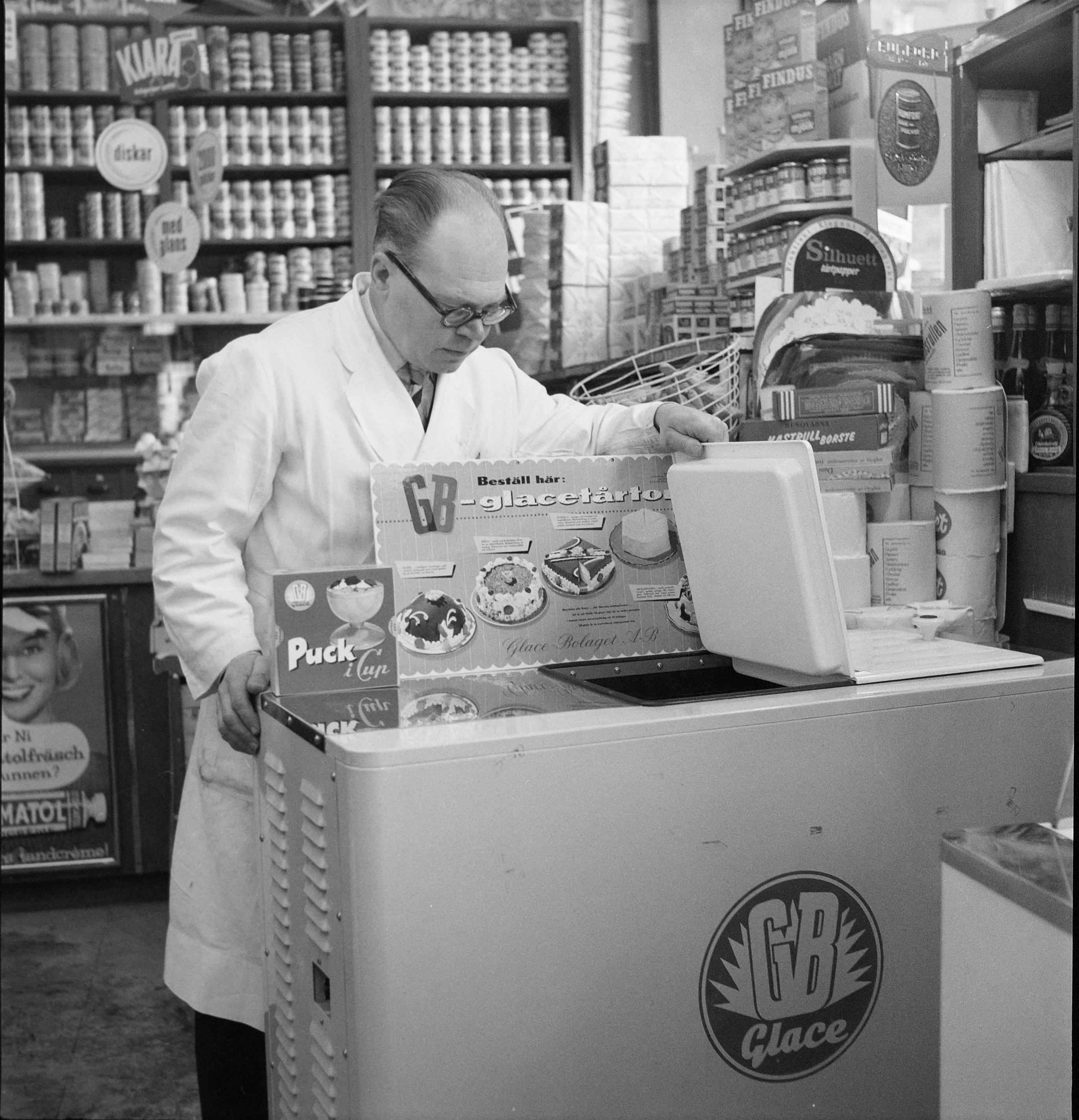
Морозильник для мороженого
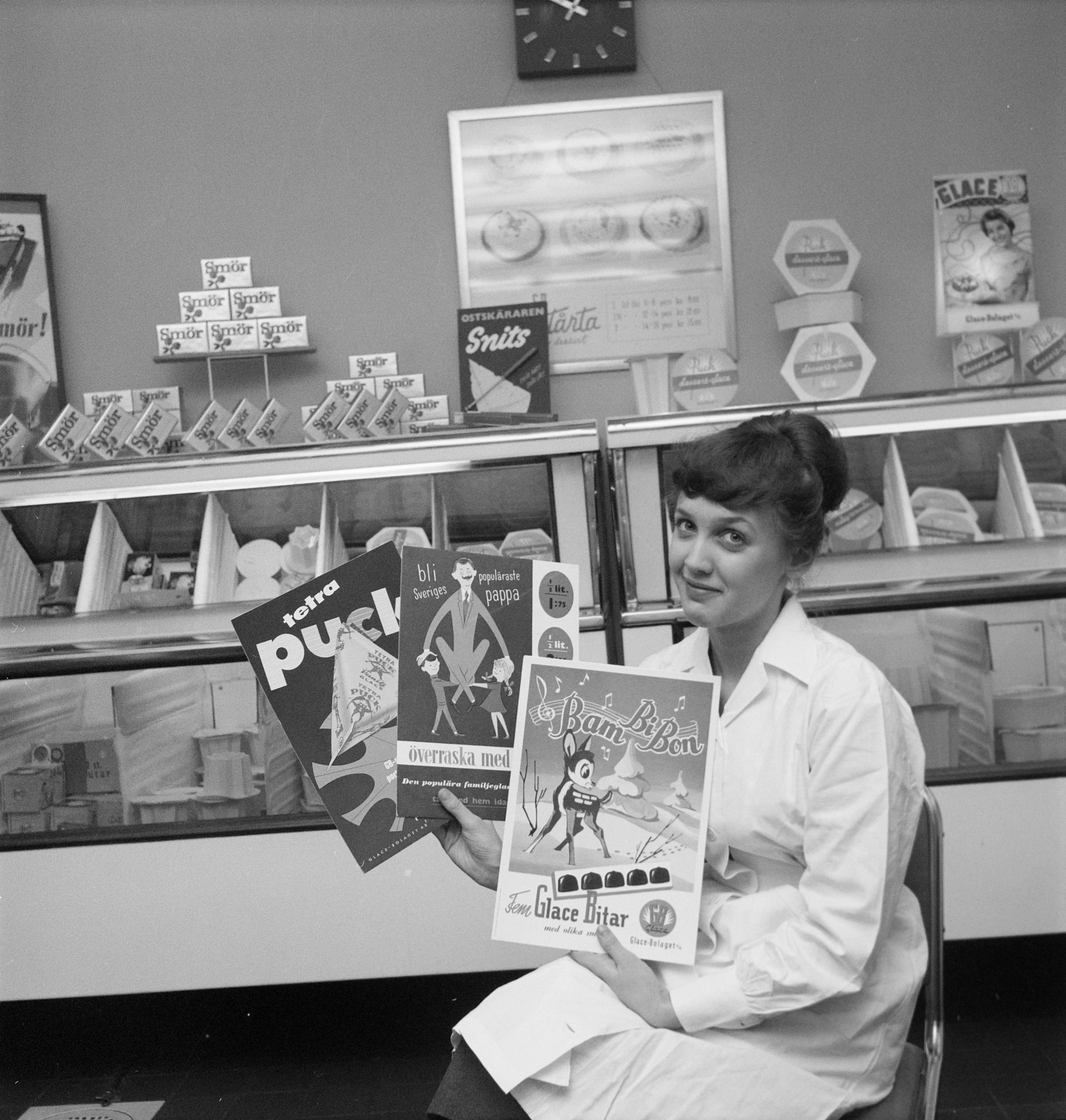
Реклама мороженого
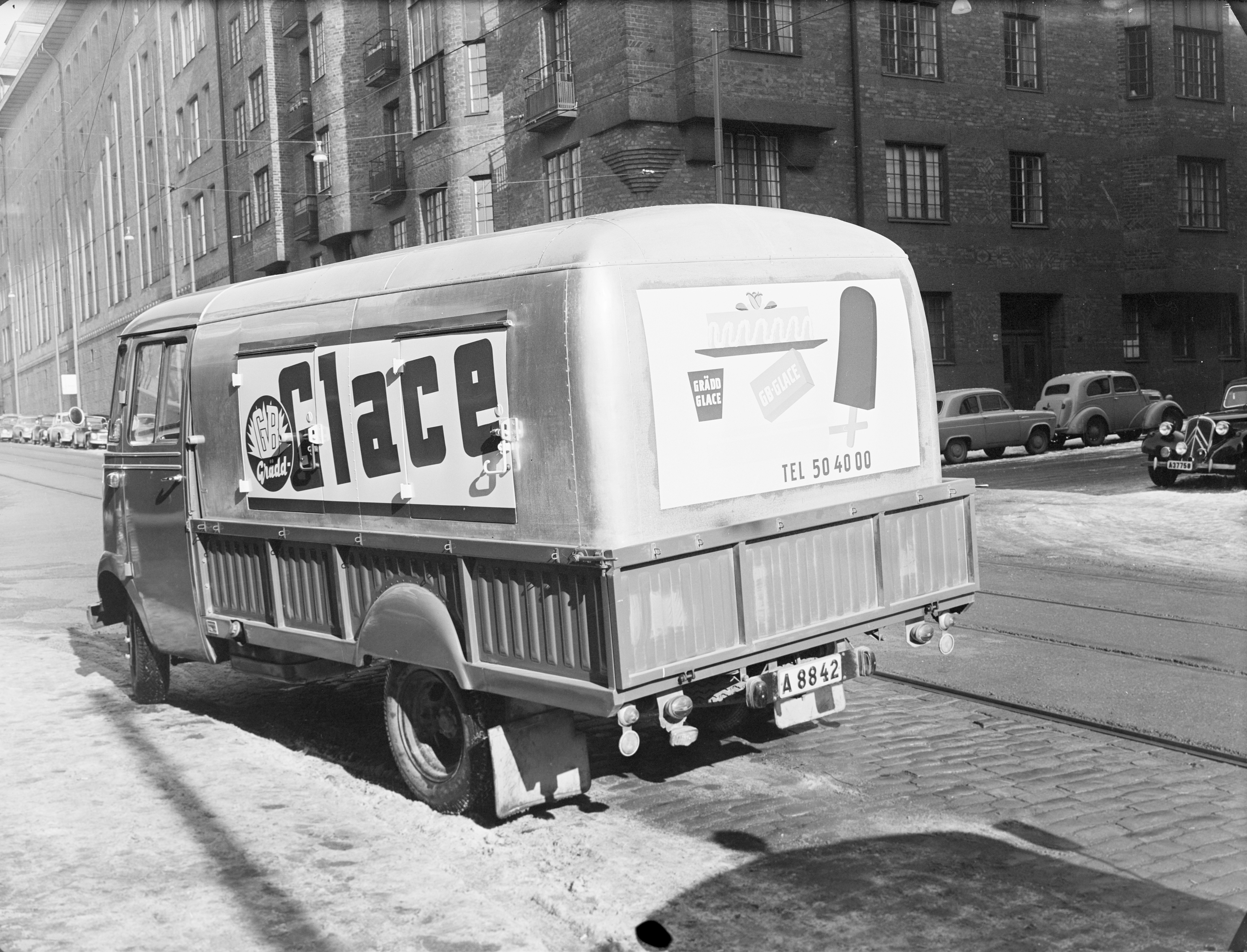
Фургон мороженщика

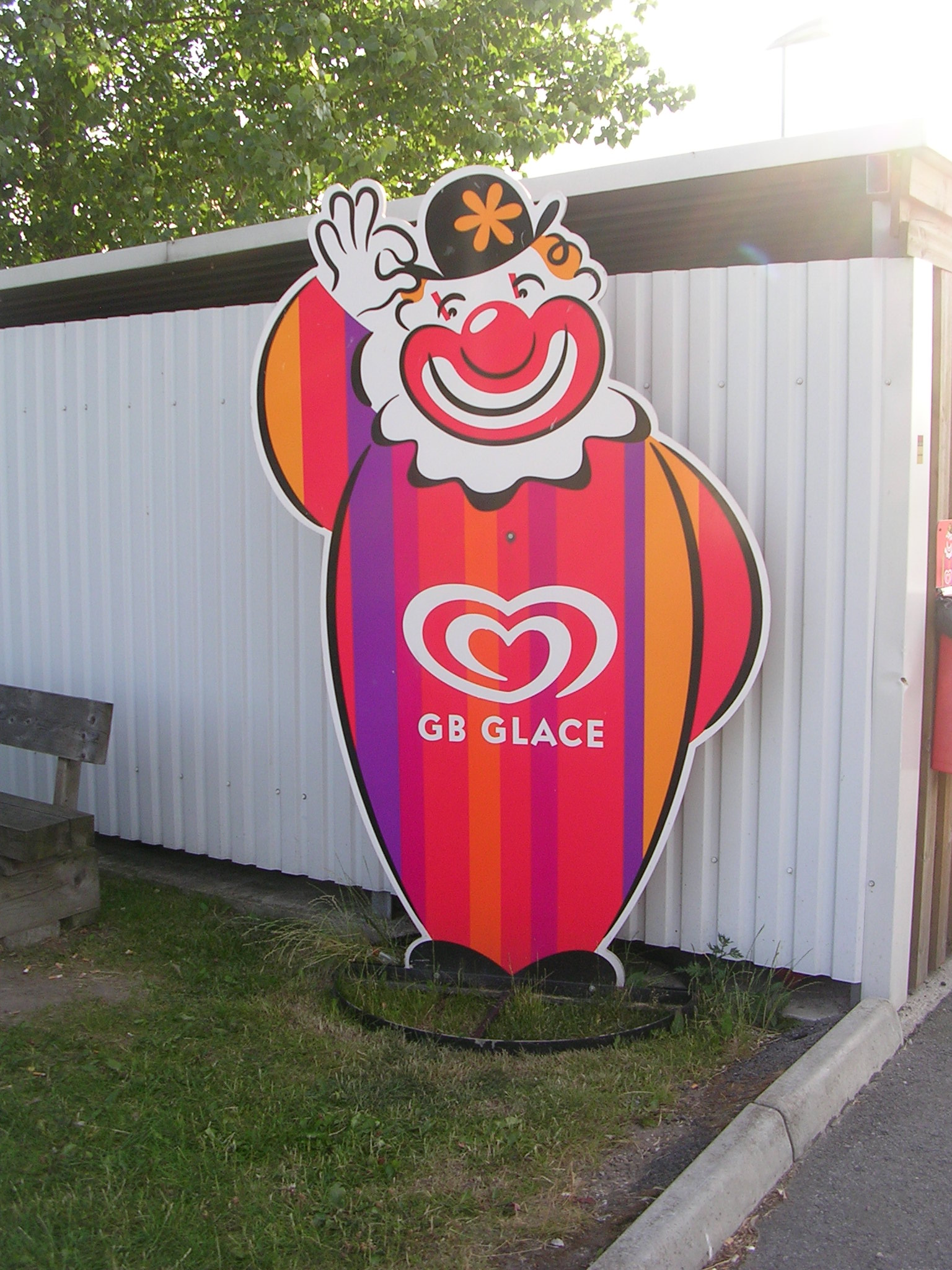
«GB-gubben» — талисман компании. Клоун, изначально созданный в 1965 году для продвижения мороженого Pajaspinne, со временем стал символом всей компании.

В 1962 году компания Unilever приобрела конкурентов GB — Gille-Glace и Trollhätteglass. В 1963 году шесть компаний по производству мороженого, принадлежащих молочным заводам, — Arla Glass (Гётеборг), Cupglass (Эребру), Freja Glass (Евле), Nordan Glass (Лулео) и Solglass (Карлстад) — объединились с GB. Это означало, что GB можно было найти почти по всей Швеции, за исключением южной части страны. Компания GB пришла на юг Швеции в 1966 году и после слияния с Malmö Glass и Åhus Glass получила распространение по всей стране.
В 1972 году компания GB приобрела компанию Strands Glass AB, включая завод в Эйебине недалеко от Питео. В 1973 году компания Glace-Bolaget объединилась с Trollhätteglass, а партнёром стала компания Unilever.
В 1985 году материнская компания GB, Arla, решила продать Glace-Bolaget компании Unilever, но сохранила за собой 10% акций. Когда в 1985 году компания Unilever взяла на себя управление, завод Flen был полностью перестроен и вновь открыт. С самого начала компания называлась Glace-Bolaget, но бренд GB Glace был настолько известен, что в 1991 году компания сменила название на GB Glace. В 1994 году компания GB Glace начала свою деятельность в Финляндии. Продажи мороженого GB Glace также планировались на норвежском рынке, однако они не были осуществлены.
С начала 1996 года компания GB Glace полностью является дочерней компанией Unilever. В 1998 году логотипом GB Glace стало сердце, характерное для всех брендов мороженого Unilever (Heartbrand).

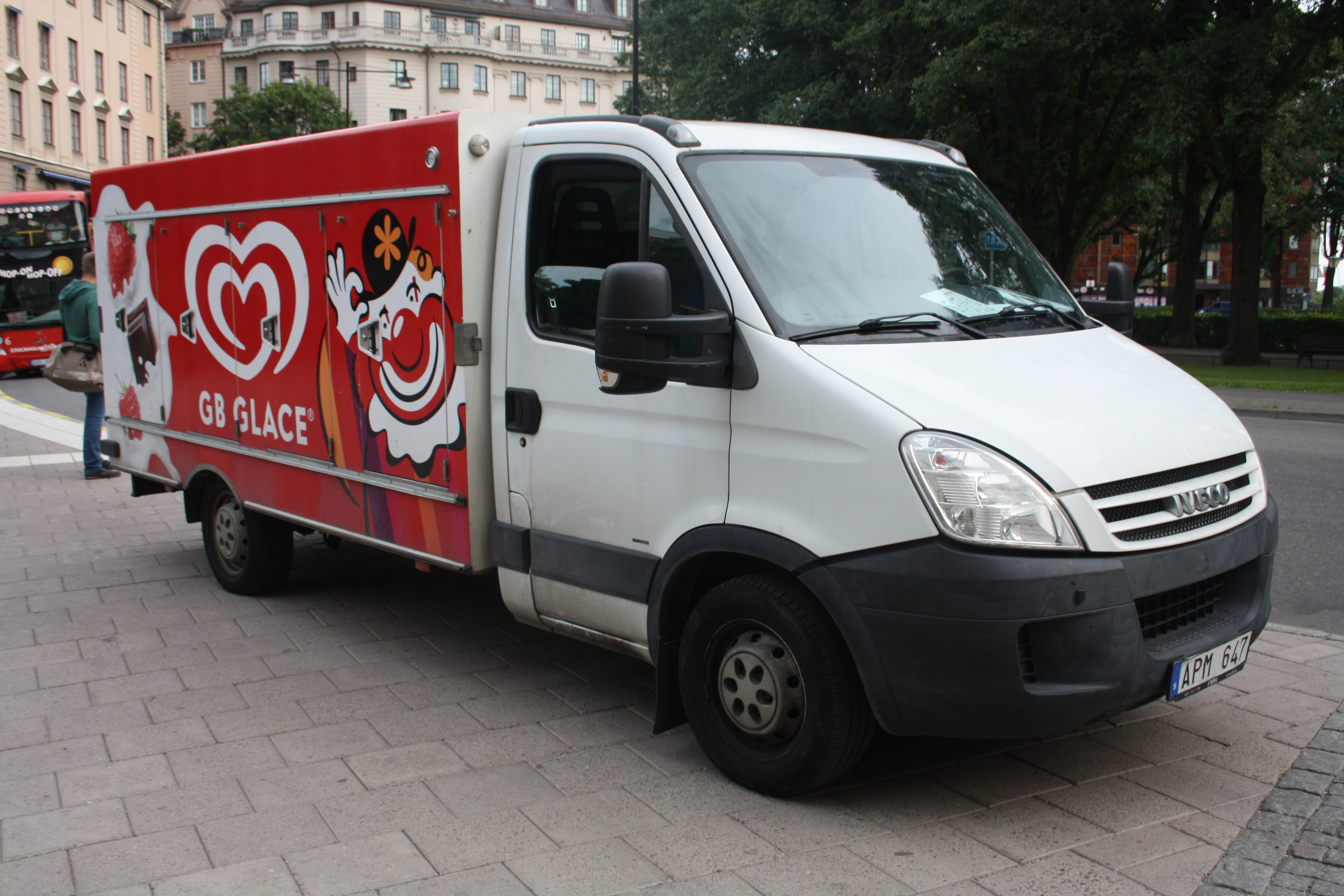
Iveco Daily с рекламой GB Glace

В 2005 году шведская компания подверглась критике со стороны Центра по борьбе с расизмом и связанной с ним нетерпимостью после запуска рекламной кампании, представляющей новую линейку эскимо Nogger Black в дополнение к уже выпускающемуся продукту «Nogger». Эскимо Nogger выпускается с 1979 года, их название происходит от начинки нуга. Критика, в основном, была направлена на рекламу, в которой лозунг «Nogger + liquorice = ♥» был написан белым мелом на асфальте. Стиг Валлин, председатель центра, неправильно прочитал лозунг как «Nigger + liquorice» и сказал: «Невозможно не увидеть в этом намёк на расизм» (англ. «It's impossible not to see this as an allusion to racism»). Центр призвал к бойкоту GB Glace, если компания не откажется от этой кампании.
В 2011 году компания Unilever купила финскую компанию Ingman Ice Cream. В 2013 году компании объединились.